# Forsythia suspensa
Espèce
Classification phylogénétique
Forsythia suspensa est une espèce de plantes à fleurs de la famille des Oleaceae et du genre Forsythia. C'est un arbrisseau à feuille caduques originaire, pour ses variétés sauvages, de Chine orientale. Arbuste touffu, atteignant environ trois mètres de hauteur, il montre sur ces longs rameaux, effilés, flexibles, souvent arqués et retombant, parfois à port traînant, rampant ou grimpant, une remarquable et précoce floraison jaune d'or clair à la fin de l'hiver. Il peut pousser suspendu à flanc de falaise dans les embruns des cascades, en se marcottant à différents étages jusqu'à atteindre une longueur apparente de plusieurs dizaines de mètres.

## Arbustes fleuris, aux rameaux jaunes
Les fleurs précoces, insérées en glomérules par unité ou par triade, parfois par hexuplet, apparaissent en mars-avril dans les pays de l'hémisphère nord au climat tempéré. Elles portent des corolles réfléchies d'environ 2,5 cm de long. Les feuilles caduques, ovales ou oblongues, à bords dentés, longues de 6 à 10 cm de long se forment plusieurs semaines après la floraison.
Ses fleurs sont d'abord campanulées. Vieillisantes, elles laissent souvent une gorge striée de rouge. Même si elles sont moins abondantes que dans la plupart des autres espèces asiatiques, elles apportent un puissant effet ornemental si l'artiste jardinier sait les mêler avec des branches ou rameaux d'autres arbres. Ainsi les jardiniers chinois ou japonais les ont introduites depuis plus d'un millénaire dans leur jardins étagés, où ils les plaçaient en suspension pour former un drapé coloré ou animer un pan de branches basses de saule pleureur ou de cerisier à fleurs pleureur. 

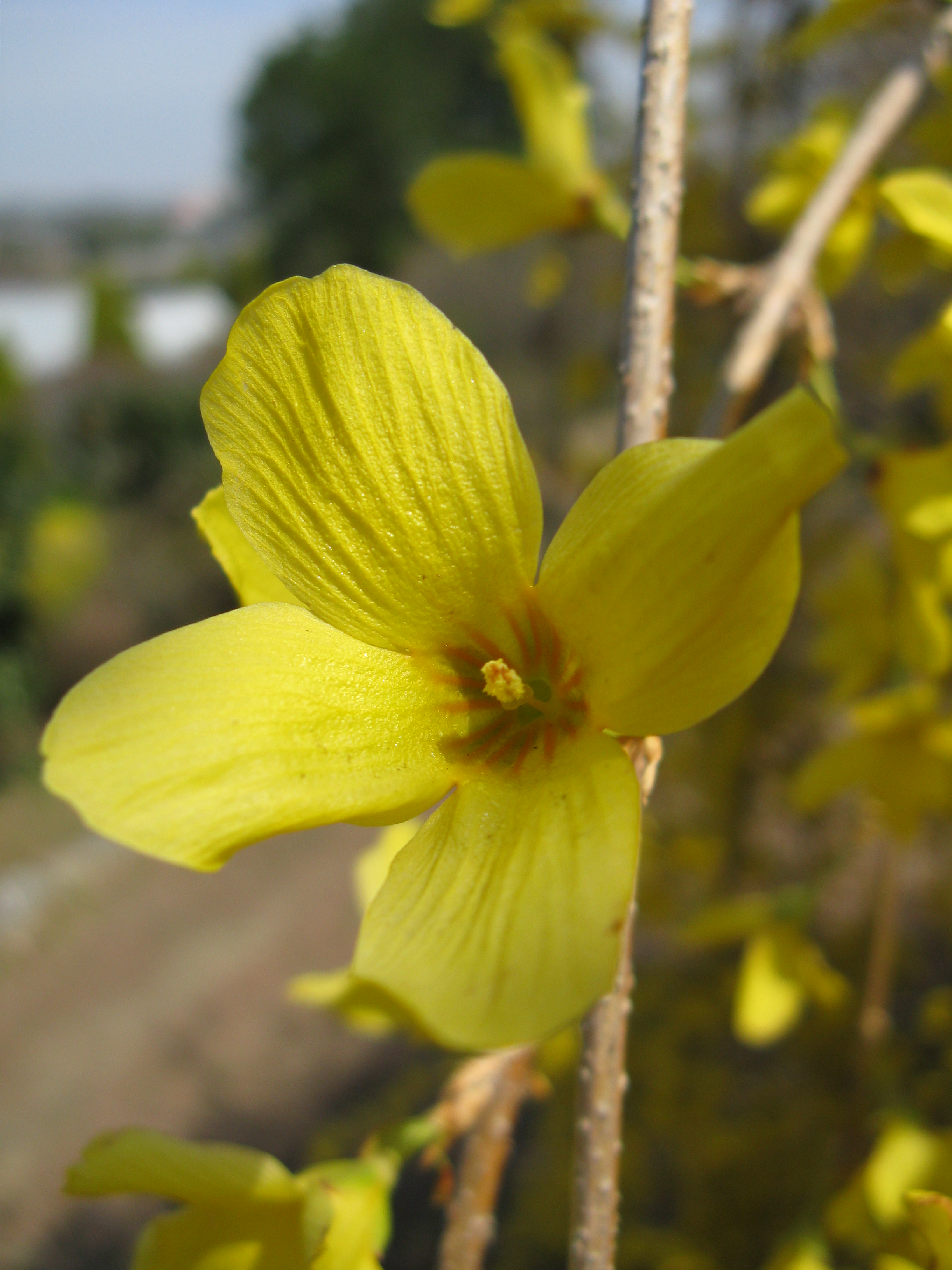
Fleur assez âgée Forsythia suspensa.

## Forsythia des vénérables jardins japonais
Carl-Peter Thunberg a découvert l'espèce cultivée pendant son voyage dans les jardins du Japon en 1780. Sa description précise a permis à Martin Vahl de suggérer en 1804 la création d'un genre spécifique, en l'honneur de William Forsyth.
Un premier plant vivant de Forsythia suspensa originaire des jardins du Japon aurait été introduit aux Pays-Bas par Verkerk Pistorius en 1833. La culture en jardins publics ou privés de cet arbuste décoratif à port rampant, est réintroduite et répandue par les pépinières Veitch en Angleterre. 
Cette espèce exotique est à l'origine des hybrides horticoles, notamment de forsythia × intermedia, par croisement avec Forsythia viridissima au port raide et redressé. Forsythia suspensa ne peut comme ceux-ci constituer des haies fleuries ou égayer en solitaire ou avec d'autres arbustes à fleurs une petite pelouse. Toutefois, à l'imitation des jardiniers asiatiques, on l'utilise encore comme plante grimpante en le plaçant sur des palis, ou en le fixant sur un rebord de terrasse ou de muret pour qu'il recouvre l'obstacle de ses branches tombantes ou drapantes.

## Jeunes pousses et fruits de l'herboristeriechinoise

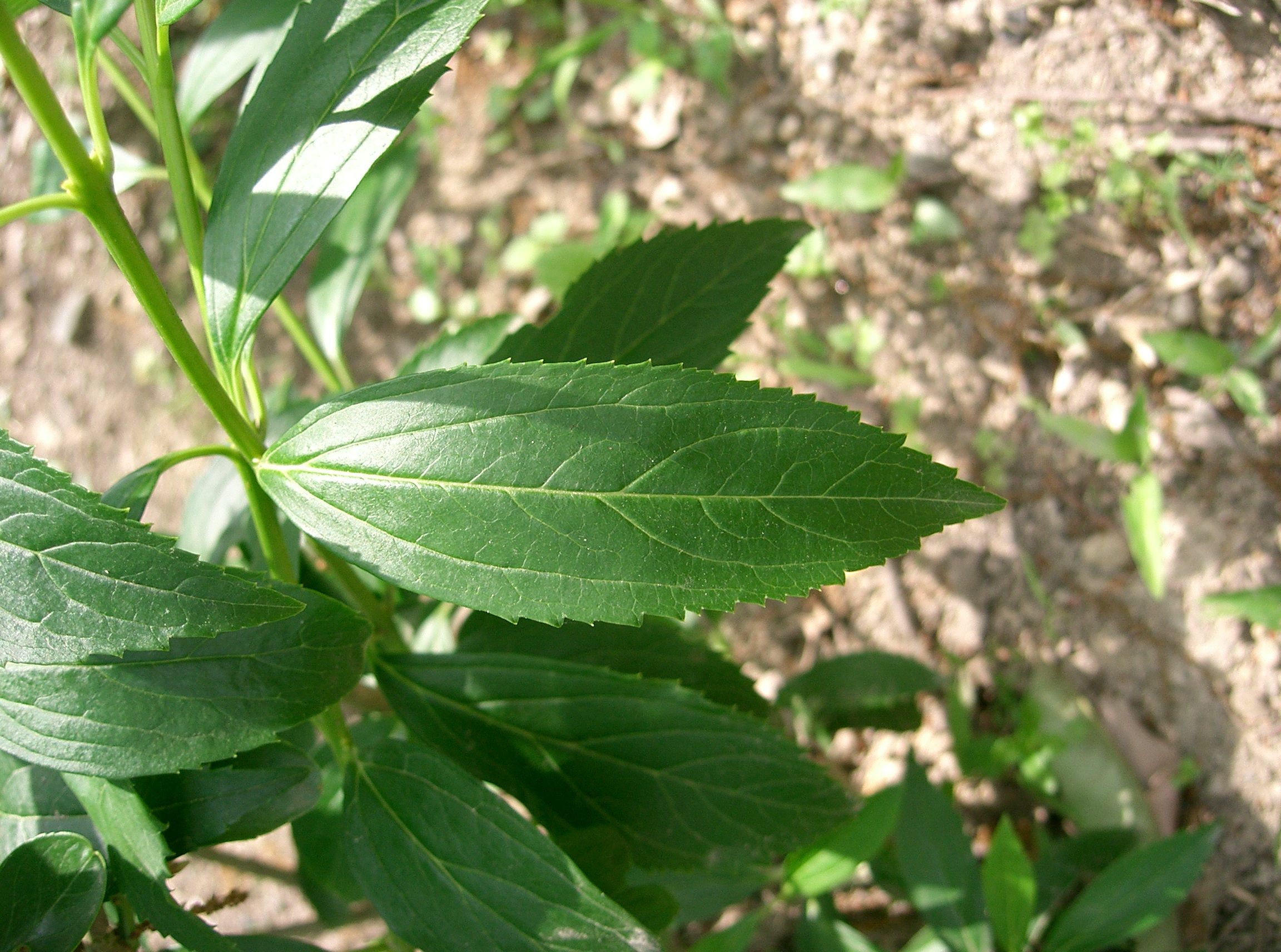
Feuilles de jeune plant Forsythia suspensa.

Les fruits de Forsythia suspensa (nommés 连翘 Lián Qiáo en chinois), sont classés parmi les cinquante herbes remarquables de la pharmacopée utilisée en médecine traditionnelle chinoise, dans laquelle ils sont indiqués pour lutter contre la fièvre et effacer les symptômes d'empoisonnement.
Les jeunes plants de Forsythia suspensa, en particulier leurs feuilles, et leurs racines étaient autrefois utilisés de manière similaire mais leur usage a été supplanté par les fruits.